# 1er régiment de volontaires du Colorado
Le 1er régiment d'infanterie du Colorado (officiellement le 1er régiment de volontaires du Colorado) était un Régiment d'infanterie volontaire de l'armée des États-Unis formé au Colorado en 1861 et actif dans l'Ouest américain à la fin du XIXe siècle.

## Histoire
Le régiment a été formé peu de temps après le déclenchement de la guerre de Sécession sur ordre de William Gilpin, premier gouverneur du territoire. Les recruteurs commencèrent leur travail en août 1861, six mois seulement après la création du territoire. Connu sous le nom des « Gilpin's Pet Lambs » pour l'implication du gouverneur dans sa formation, le régiment a servi sur le théâtre occidental, servant auparavant en différents lieux du territoire. 
L'action la plus notable du régiment eut lieu lors de la campagne du Nouveau-Mexique au printemps 1862, campagne au cours de laquelle il contribua à repousser l'avance de l'armée du Nouveau-Mexique sous les ordres d'Henry Hopkins Sibley lors des batailles de Glorieta Pass et de Peralta. 
En novembre 1862, l'unité est réorganisée avec les compagnies C et D du 2e régiment d'infanterie du Colorado pour devenir le 1er régiment de cavalerie du Colorado. Cela fait suite à la conception du Département de la Guerre qui pensait que la cavalerie protégerait mieux les pistes de l'Ouest et combattrait plus aisément les différentes tribus amérindiennes. 
Le premier colonel du régiment fut John P. Slough, remplacé en avril 1862 par le major John Chivington, qui fut par la suite sanctionné pour son rôle en tant que commandant du 3e régiment de cavalerie du Colorado lors du massacre de Sand Creek en novembre 1864. 
Il existe un groupe actif de reconstitutions historiques qui commémore les activités du régiment (compagnie D) à Denver. 

## Voir également